# رانش ژن
رانش ژنتیکی یا رانش اللی تغییرات ایجادشده در بسامد نسبی اشکال مختلف یک ژن (الل) در یک جمعیت، به واسطه احتمال و نمونه‌گیری تصادفی است. الل‌های فرزندان، نمونهٔ تصادفی الل‌های والدین آن هاست. احتمال می‌تواند در بقای افراد و تولیدمثل آن‌ها نقش داشته باشد. رانش ژنتیکی یک فرایند مهم فرگشتی است و با گذشت زمان توان تغییر بسامد اللی را دارد. بسامد اللی کسری از تعداد کل نمونه‌های ژن در یک جمعیت است که در یک ویژگی خاص مشترک هستند. رانش ژنتیکی می‌تواند به از میان رفتن برخی الل‌های ژن منجر شود و از این راه توان کاهش تنوع ژنتیکی را دارد. بر خلاف انتخاب طبیعی، تغییرات ایجادشده به وسیلهٔ رانش ژنتیکی در اثر نقش عوامل زیست‌محیطی و فشارهای سازگاری نیست. تغییرات ایجادشده به وسیلهٔ رانش ژنتیکی می‌توانند برای زادوولد جاندار سودمند، بی‌اثر یا زیان‌بار باشند. اثر رانش ژنتیکی در جمعیت‌های کوچک بیشتر است. هر چه جمعیت بزرگتر باشد، این فرایند کمتر خود را نشان می‌دهد. دانشمندان دربارۀ اهمیت نقش رانش ژنتیکی در مقایسه با انتخاب طبیعی نظرات بسیار متفاوتی دارند. برای چندین دهه نظرات رانلد فیشر که معتقد به نقش بسیار محدود رانش ژنتیکی در فرایند فرگشت بود، دیدگاه غالب در این زمینه به‌شمار می‌رفت. موتو کی مورا در سال ۱۹۶۸ با نظریه بی‌طرفی فرگشت مولکولی جانی تازه به گفتگوهای مربوط به رانش ژنتیکی بخشید. این نظریه اظهار می‌دارد که بسیاری از تغییرات موجود در مواد ژنتیکی، در اثر رانش ژنتیکی ایجاد گردیده‌اند.

## مقایسه رانش ژنتیکی و مهره‌های رنگی درون کیسه

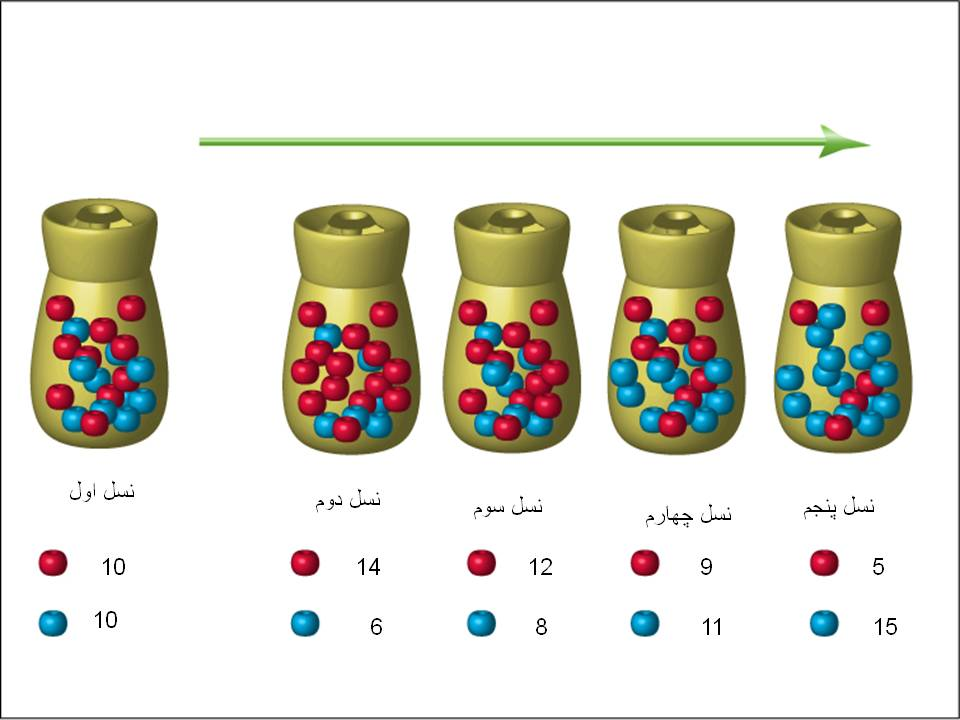
شکل شماره یک

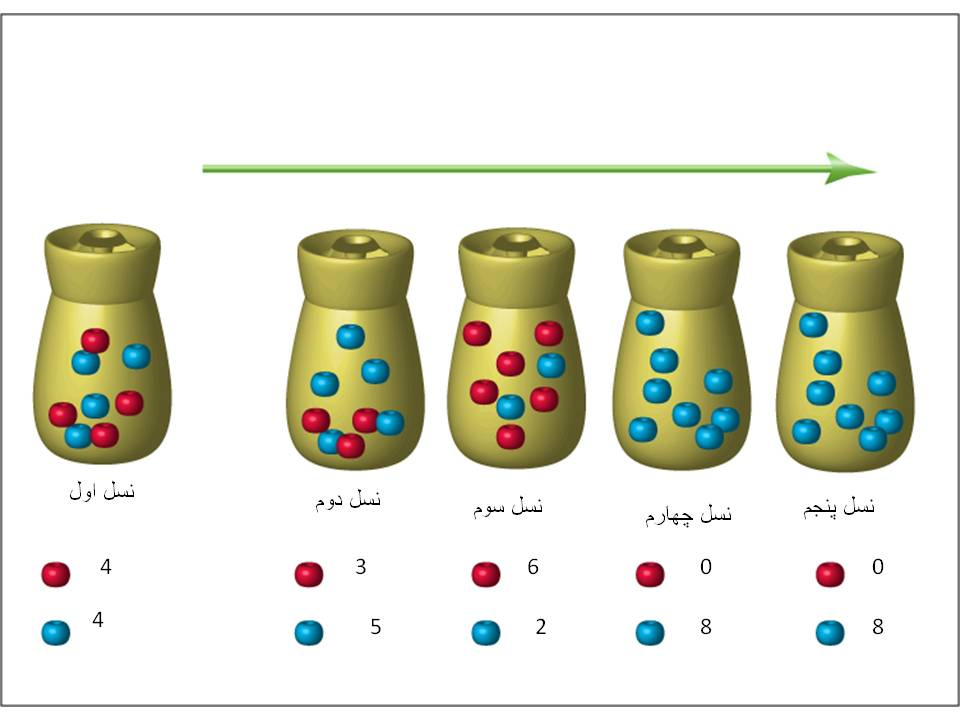
شکل شماره دو

تصور کنید که تعداد ۲۰ مهره رنگی درون یک کیسه بریزیم. نیمی از این مهره‌ها آبی و نیمی از آن‌ها قرمز هستند. فرض ما بر این است که رنگ آبی و قرمز هر یک نمایشگر یک الل از یک ژن هستند. فرزندان تولید شده از این نسل را در کیسه شماره دو قرار می‌دهیم. حال به‌طور تصادفی یک مهره از کیسه شماره یک خارج می‌نماییم. بر اساس رنگ مهره (آن را مهره والد می‌نامیم) یک مهره هم رنگ در کیسه دوم قرار می‌دهیم (مهره فرزند) و مهره والد را دوباره به کیسه شماره یک برمی‌گردانیم. این کار را ۲۰ بار تکرار می‌کنیم تا کیسه دوم نیز حاوی ۲۰ مهره رنگی گردد. بدیهی است که برخی از مهره‌های کیسه نخست ممکن است چندین بار انتخاب شده باشند (والدین چندفرزندی) یا این که به هیچ روی انتخاب نشده باشند (بدون فرزند). رنگ مهره‌های کیسه دوم کاملاً تصادفی است. حال اگر این آزمایش را چهار بار دیگر بروی نسل‌های بعدی تکرار کنیم ممکن است به نتایجی مانند شکل شماره یک برسیم. تعداد مهره‌های قرمز و آبی (الل‌های یک ژن) ممکن است در نسل‌های پیاپی دچار نوسان شوند. این حالت همان رانش ژنتیکی است. حال تصور کنید که تعداد مهره‌هایی که در کیسه نخست قرار می‌دهیم بسیار محدود باشند (همانند جمعیت کوچک یک گونه جانوری در حال انقراض). برای مثال اگر تنها هشت مهره (چهار مهره آبی و چهار مهره قرمز) در کیسه قرار دهیم احتمال این که پس از چندین نسل تنها یک رنگ مهره داشته باشیم بالاست. برای مثال اگر هیچ والد قرمز رنگی فرزندی به وجود نیاورد و تمام مهره‌های فرزند، آبی رنگ باشند الل قرمز منقرض می‌شود. به این حالت تثبیت گفته می‌شود. در مثال بالا، پس از تثبیت رنگ آبی (نسل چهارم در شکل دوم) کلیه نسل‌های بعدی آبی خواهند بود و الل قرمز از میان می‌رود.

## رانش و تثبیت
نمونه‌گیری تصادفی سبب ایجاد الل‌های جدید در یک جمعیت نخواهد شد ولی می‌تواند سبب ناپدیدشدن الل‌های موجود در یک جمعیت گردد. از آن جهت که نمونه‌گیری تصادفی سبب تغییر بسامد الل‌های نسل بعدی می‌شود این فرایند می‌تواند در طول زمان جمعیت را به سوی یکسانی ژنتیکی براند. هنگامی که بسامد یک الل به ۱ برسد(۱۰۰٪) می‌توان گفت که آن الل در آن جمعیت تثبیت شده است. از سوی دیگر هنگامی که فراوانی یک الل به ۰ برسد(۰٪) این حالت نشانگر از میان رفتن آن الل در جمعیت است. رانش ژنتیکی با تثبیت الل به ایستایی می‌رسد و بسامد الل پس از آن تغییر نخواهد کرد. معرفی الل‌های جدید بواسطهٔ جریان ژن و جهش می‌تواند منجر به پایان این حالت ایستایی گردد. می‌توان نتیجه گرفت که با وجود تصادفی بودن رانش ژنتیکی، این فرایند در طول زمان سبب کاهش تنوع ژنتیکی می‌شود.

## رانش ژنتیکی در مقابل انتخاب طبیعی
گرچه هر دوی این فرایندها محرک فرگشت هستند، بر خلاف انتخاب طبیعی، رانش ژنتیکی پدیده‌ای کاملاً تصادفی است. رانش ژنتیکی یک فرایند نمونه‌گیری در طی نسل‌های پیاپی، بدون دخالت فشارهای سازواری که از سوی محیط زیست القا می‌گردند است. انتخاب طبیعی فرایندی جهت دار در راه افزایش سازگاری‌های زیست‌محیطی است ولی رانش ژنتیکی بدون آنکه در مسیری خاص حرکت کند تنها بر اساس حساب احتمالات اثر خود را القا می‌کند. به همین دلیل رانش ژنتیکی سبب تغییر بسامد ژنوتیپی در یک جمعیت بدون توجه به ارتباط آن با فنوتیپ است. تغییرات ژنوتیپی ایجاد شده می‌توانند منجر به تغییرات فنوتیپی شوند یا این که به هیچ تغییر فنوتیپی منجر نگردند. رانش ژنتیکی کاملاً نسبت به سود یا زیانی که هر الل ممکن است ایجاد کند نابینا و بی‌توجه است، حال آنکه انتخاب طبیعی به شکل مستقیم با توجه به فنوتیپ اثر خود را نشان می‌دهد. انتخاب طبیعی به ویژه روی مزایای سازگارانه و زیان بار صفات فنوتیپی اثر می‌کند و از این راه به شکل غیر مستقیم ژنوتیپ را تحت تأثیر قرار می‌دهد. انتخاب طبیعی الل‌هایی که موجب ایجاد صفات سودمند می‌گردند را به‌طور غیر مستقیم پاداش می‌دهد و فراوانی آن‌ها را می‌افزاید. به همین صورت انتخاب طبیعی سبب کاهش الل‌های زیان بار می‌گردد ونسبت به الل‌های بی‌اثر نیز کاملاً بی اعتنا است. در جمعیت‌های طبیعی این دو فرایند دست در دست هم عمل می‌کنند. با این حال اندازه جمعیت نقش به سزایی در میزان اثر بخشی این فرایندها بازی می‌کند. اثرات آماری خطای نمونه‌گیری درتکثیر الل‌ها در جمعیت‌های کوچک بسیار بارزتر از جمعیت‌های بزرگ است. هنگامی که جمعیت بسیار کوچک است، اثر رانش ژنتیکی غالب است و ممکن است منجر به بقای صفات زیان بار و نابودی صفات سودمند گردد. در این حالت ممکن است اثرات انتخاب طبیعی به دلیل غالب بودن رانش ژنتیکی نتوانند خود را نشان دهند. به دلیل این که در جمعیت‌های بزرگ خطای نمونه‌گیری اندک است و تغییرات شدیدی در بسامد الل‌ها از این راه در طول نسل‌های متوالی رخ نمی‌دهد، انتخاب طبیعی در طول زمان می‌تواند اثر گزینشی محدود خود را نشان دهد و منجر به تغییر فراوانی الل‌ها گردد. نباید از یاد برد که حتی در جمعیت‌های بزرگ در صورتی که فراوانی یک الل بسیار محدود باشد، رانش ژنتیکی توان غلبه بر نقش انتخاب طبیعی را دارد. به عنوان مثال اگر در یک جمعیت یک جهش سودمند رخ دهد چنین صفتی در معرض حذف توسط رانش ژنتیکی است. پیش از آن که اثر رانش طبیعی بروی آن الل اندک و قابل چشم پوشی گردد، فراوانی چنین صفتی باید به یک حد آستانه‌ای برسد.

## معادل پاره‌ای از واژه‌ها و نام‌ها
1. ↑  Genetic Drift
2. ↑  Ronald Fisher
3. ↑  Motoo Kimura
4. ↑  neutral theory of molecular evolution